# Alejo Carpentier
Alejo Carpentier (Losanna, 26 dicembre 1904 – Parigi, 24 aprile 1980) è stato uno scrittore, giornalista e critico letterario cubano, ottimo conoscitore della musica e della pittura; può considerarsi l'iniziatore e uno dei maggiori rappresentanti della corrente letteraria latinoamericana del realismo magico, da lui definito real maravilloso.

## Biografia
Nacque nel 1904 da madre russa e padre francese e visse molti anni all'estero prima della rivoluzione castrista. Nonostante le sue origini, egli rivendicò sempre di essere cubano, pur parlando spagnolo con un riconoscibile accento francese. Fu sensibile fin da giovane al valore della cultura afrocubana, e fu tra quegli intellettuali che cercarono di incorporarne gli elementi africani in forme d'arte d'avanguardia. Nel 1927 fu incarcerato dal regime di Gerardo Machado a causa delle sue idee politiche, e successivamente riparò in Francia, intessendo fecondi contatti culturali con il surrealismo francese durante i suoi lunghi soggiorni parigini. Nel 1960, dopo un lungo soggiorno in Venezuela (1945-1959), dove scrisse vari romanzi e articoli, rientrò in patria ottenendo dal governo di Fidel Castro, cui rimase sempre fedele, diversi incarichi culturali e diplomatici, mentre le sue opere riscuotevano successo sia in patria sia all'estero.
Fu, oltre che romanziere e narratore, autore di balletti e libretti d'opera, nonché musicologo: è del 1946 il saggio, basato su un'imponente ricerca d'archivio, La musica a Cuba. Nel 1977 fu insignito del Premio Cervantes.

## Opere

### Romanzi
- ¡Ecue-yamba-O!, novela afrocubana (1933), trad. di V. Martinetto e T. Siciliano, Collana Senza frontiere, Torino, Lindau, 2015, ISBN 978-88-6708-356-5.
- Il regno di questo mondo (El reino de este mundo, 1949)
  - trad. di Adriana Pellegrini, Collana La Gaja Scienza n.157, Milano, Longanesi, 1959;
  - trad. di Angelo Morino, Collana Nuovi Coralli n.435, Torino, Einaudi, 1983, ISBN 88-06-11854-4.
- I passi perduti (Los Pasos perdidos, 1953)
  - trad. di Maria Vasta Dazzi, Prefazione di Carlo Bo, Collana La Ginestra n.21, Milano, Longanesi, 1960; Collana Libri pocket n.122, Longanesi, 1968; Collana La Gaja Scienza, Longanesi, 1977;
  - trad. di Angelo Morino, Collana Il castello n.80, Palermo, Sellerio, 1995, ISBN 88-389-1171-1.
- La fucilazione: un romanzo e tre racconti (El acoso y otros relatos: El camino de Santiago, Viaje a la Semilla, Semejante a la noche, 1956), trad. di Maria Vasta Dazzi, Collana La Gaja Scienza n.191, Milano, Longanesi, 1962.
- Il secolo dei lumi (El Siglo de las luces, 1962)
  - trad. di Maria Vasta Dazzi, Collana La ginestra n.75, Milano, Longanesi, 1964;
  - trad. di Angelo Morino, Collana Il castello n.106, Palermo, Sellerio, 1999 ISBN 88-389-1379-X, Collana La memoria n.519, Sellerio, 2001, ISBN 88-389-1726-4
- Concierto barroco, 1974
  - Concerto barocco, trad. e cura di Alessandra Riccio, Collana Altramerica, Napoli, JN, 1985, ISBN 88-7716-007-1;
  - Concerto barocco. Romanzi brevi e racconti, trad. di Vittoria Martinetto e Angelo Morino, Collana Supercoralli, Torino, Einaudi, 1991, ISBN 88-06-12177-4.
- Il ricorso del metodo (El recurso del método, 1974), trad. di Elena Clementelli, Collana I David n.13, Roma, Editori Riuniti, 1976.
- La consagración de la primavera, 1978
- L'arpa e l'ombra (El arpa y la sombra, 1979)
  - trad. di Alessandra Riccio, Collana I David n.66, Roma, Editori Riuniti, 1981,
  - trad. di Linda Verna, a cura di Angelo Morino, Collana Gli struzzi n.450, Torino, Einaudi, 1993, ISBN 88-06-13101-X; Collana La memoria n.1156, Palermo, Sellerio, 2020, ISBN 978-88-389-4028-6.

### Racconti
- El sacrificio (1923)
- Histoire de lunes (1933, in francese)
- Viaje a la semilla, 1944
- Oficio de tinieblas (1944)
- Los fugitivos (1946)
- Guerra del tiempo. Tres relatos y una novela (1958, contiene: Viaje a la semilla, Semejante a la noche, El camino de Santiago y El acoso, nella prima edizione. Nelle successive edizioni si aggiungono: Los fugitivos y Los advertidos)
  - Guerra del tempo, trad. di Maria Nicola, Collana La memoria n.1127, Palermo, Sellerio, 2019, ISBN 978-88-389-3896-2.
- Ufficio di tenebre e altri cuentos (El Camino de Santiago, Oficio de tinieblas, Los advertidos, Historias de lunas, 1967), trad. di Barbara Bertoni e Francesca Sammarco, Collana Cosmografie n.1 («Lune nuove»), Nardò, Besa, 2000, ISBN 88-497-0005-9.
- Cuentos, 1976
- Otros relatos (1984)

### Altro
- La rebambaramba
- Cinco poemas afrocubanos
- Manita en el suelo (opera lirica su musica di Alejandro García Caturla)
- El milagro de anaquille
- Correspondencia con García Caturla
- Tientos y diferencias y otros ensayos, 1964
- La aprendiz de bruja
- Visioni d'America (Visión de América, 1999), trad. di Amanda Salvioni, Collana Nuovo planetario n.5, Troina, Città Aperta, 2008, ISBN 978-88-8137-381-9.
- L'Avana, amore mio (El amor a la ciudad), trad. di Gina Maneri, Collana Romanzi e racconti n.123, Milano, Baldini & Castoldi, 2004, ISBN 88-8089-441-2; Collana Supernani n.35, BCD, ISBN 88-8490-303-3, ISBN 88-8490-561-3.
- Ese musico que llevo dentro (3 volumi, 1980)
  - Los hombres que hacen la musica
  - Musicologia
  - Musica en la scena
- Ensayos, 1984
- Entrevistas, 1985
- Cronicas: arte, literatura y politica (2 volumi), 1985-1986
- Conferencias, 1987
- Letra y solfa (7 volumi)
  - Cine. Cronicas sobre cine 1951-1959, 1989
  - Ballet, 1990
  - Artes visuales, 1993
  - Teatro, 1997
  - Mito e historia, 1997
  - Literatura, autores, 1997
  - Literatura, libros, 1997
- L'età dell'impazienza. Saggi, articoli, interviste (1925-1980), a cura e con un saggio di Massimo Rizzante, Postfazione di Miguel Gallego Roca, Collana Saggi letterari, Milano-Udine, Mimesis, 2022, ISBN 978-88-575-9206-0.